# Diagramme horaire
 (mars 2006).

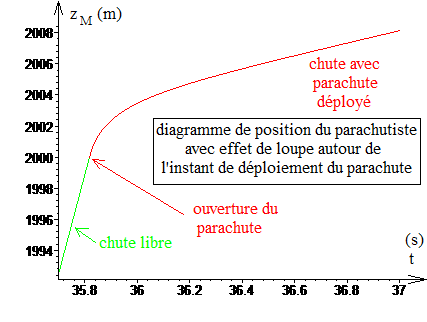
Exemple de diagramme horaire de la position d'un parachutiste, d'abord en chute libre (courbe verte atteignant une vitesse limite), puis parachute déployé (courbe rouge)

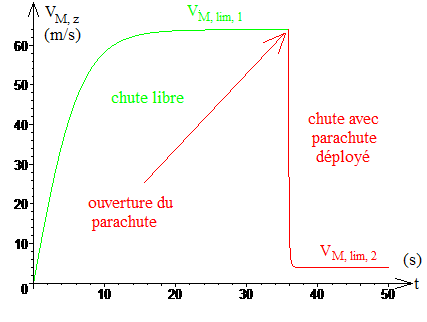
Exemple de diagramme horaire de la vitesse d'un parachutiste

On considère un point se déplaçant sur une courbe. On repère la position de ce point à un temps {\displaystyle t}, par son abscisse curviligne {\displaystyle s(t)}. En cinématique, le graphe {\displaystyle [t,s(t)]} s'appelle diagramme horaire du mouvement.
On s'en sert utilement pour les croisements des trains et l'évaluation des correspondances ou les aiguillages.
En outre, il est essentiel de bien comprendre la différence entre la donnée de la vitesse en fonction du temps ou de l'abscisse curviligne.

## Croisements

### TGV
C'est un exemple classique :
- le TGV fait Paris-Marseille en 3 h 05 min avec 5 min d'arrêt à Avignon ;
- le TGV fait Marseille-Lyon-Paris en 3 h 10 min avec 10 min d'arrêt à Lyon.

On se demande où et quand se croisent le train T1 et le train T2 sachant que T1 part à 15 h et T2 part à 16 h.
Réponse : le diagramme montre que les arrêts ne jouent aucun rôle dans ce problème, les trains se croisent donc à 17 h, à Valence, ville telle que Paris-Valence = 480 km, Valence-Marseille = 240 km.
Il existe une multitude de problèmes de même sorte dans les recueils de préparation au certificat d'études primaires.

### Jonglerie
Un cas un peu plus difficile est celui-ci :
Un jongleur lance verticalement la balle B1 qui monte à la hauteur H. 
De l'autre main, il lance la balle B2 d'un mouvement identique, juste au moment où la balle B1 commence à redescendre : 
où se croisent les balles ?
La réponse est : à (3/4) H car le croisement aura lieu à la moitié du temps de descente de la balle B2 (il suffit de tracer les 2 diagrammes horaires, pour s'en assurer).
La cinématique de la jonglerie est un joli exercice de permutation entre les différents mouvements de mains et de balles.

### Trains de Foucault
Les trains de Foucault est un exemple qui permet de voir « tourner la Terre » (cf pendule de Foucault), sans regarder les étoiles, mais en regardant un phénomène cinématique interne au référentiel Terre. Pour simplifier l'explication, nous supposerons l'expérience faite au pôle Sud S : sur deux voies circulaires, centrées sur l'axe des pôles, circulent deux scooters des neiges de même vitesse angulaire absolue, {\displaystyle \omega _{o}} (par rapport aux étoiles, par conséquent), mais l'un vers l'Est et l'autre vers l'Ouest. Ils se croisent en un point qui dérive continuellement vers l'Est, et qui fait 15 degrés par heure, c’est-à-dire un tour par jour. Pour s'en convaincre, refaire le raisonnement en Arctique, au pôle Nord. D'autre part, les traces des 2 scooters ne seront pas les mêmes, car, par rapport au sol de la Terre qui tourne, leur vitesse n'est pas la même : 
{\displaystyle \omega _{1}=\omega _{o}+\Omega _{T}\ ;\ \omega _{2}=\omega _{o}-\Omega _{T}}

## Distinction v(t) et v(s)
Le problème n'est pas le même sur la route, si on relève 
- la vitesse en chaque lieu v(s) ou
- la vitesse à chaque instant v(t).

### Cas v(t)
Dans ce second cas (le plus facile), on trace la courbe {\displaystyle v(t)} de t=0 à {\displaystyle t_{o}}. L'aire sous la courbe donne l'espace parcouru {\displaystyle s(t_{o})} :
Exemple : si la vitesse augmente linéairement {\displaystyle v(t)=at}, le déplacement sera {\displaystyle s(t_{o})=t_{o}{\frac {at_{o}}{2}}} (aire du triangle rectangle) ; soit {\displaystyle s(t_{0})={\frac {1}{2}}at_{o}^{2}} : le mouvement est dit uniformément accéléré.

### Casv(s)
Dans ce cas, on parle de diagramme des espaces : il faut considérer que, pendant un petit chemin {\displaystyle \mathrm {d} s}, le temps {\displaystyle \mathrm {d} t} mis pour le parcourir est {\displaystyle \mathrm {d} t={\frac {\mathrm {d} s}{v(s)}}}. Il faut donc sommer tous les {\displaystyle \mathrm {d} t} pour obtenir la durée du parcours (de {\displaystyle s=0} à {\displaystyle s_{o}}). Il faut donc tracer {\displaystyle {\frac {1}{v(s)}}}, et prendre l'aire sous la courbe, qui cette fois sera un temps.

### Exemple classique: l'aller-retour
Pierre fait le chemin aller de A à B (AB = 10 km) à la vitesse de 12 km/h. Au retour, plus fatigué, il court à 8 km/h. Question : arrivera-t-il avant ou après Jacques qui court l'aller-retour à 10 km/h ?
La réponse est : Pierre arrive après Jacques ; en effet, il a couru (10/12) h = 50 min à 12 km/h et (10/8) h = 1 h 15 min à 8 km/h, donc sa moyenne de vitesse est inférieure à 10 km/h.
Ce raisonnement qualitatif est à bien maîtriser : la moyenne harmonique de vitesse est toujours plus petite que la moyenne arithmétique (cf. moyenne).

### Exemple de Torricelli
{\displaystyle v(s)={\sqrt {2gs}}}. 
L'aire sous la courbe {\displaystyle {\dfrac {1}{\sqrt {2gs}}}} est {\displaystyle {\sqrt {\frac {2s_{0}}{g}}}}, donc le temps de parcours {\displaystyle t_{0}} est tel que {\displaystyle s(t_{0})=s_{0}={\frac {1}{2}}gt_{0}^{2}} .
Historiquement, le premier à faire ce calcul est Evangelista Torricelli (de Motu 1641). Il s'agit encore du mouvement uniformément accéléré. Galilée avait hésité à utiliser une courbe qui partait de l'infini au départ. Torricelli, élève d'abord de Castelli, puis de Cavalieri, n'avait pas ces scrupules et a dépassé le Maître.

### Exemple relativiste de Bertozzi
Cet exemple est de niveau nettement plus élevé. C'est la modification en relativité restreinte de l'exemple de Torricelli. On ne s'étonnera point que, au début du mouvement, le résultat soit voisin de celui de Torricelli, mais qu'à la fin du mouvement, v reste limitée par la vitesse-limite c.
L'expérience fut réalisée par Bertozzi et donna les résultats escomptés par la relativité restreinte avec une précision remarquable.
v(z) est donnée par l'équation, dite théorème d'énergie cinétique d'Einstein : 
{\displaystyle {\frac {1}{\sqrt {1-{\dfrac {v^{2}}{c^{2}}}}}}\;mc^{2}=mc^{2}+mgz}
On en tire {\displaystyle v(z)}, et il "ne reste plus qu'à faire" les calculs : on conseille d'utiliser la méthode graphique ou numérique ; mais ceux qui possèdent plus d'habileté mathématique retrouveront les expressions suivantes : 
- {\displaystyle z={\frac {c^{2}}{g}}\left[{\sqrt {1+\left({\frac {gt}{c}}\right)^{2}}}-1\right]}
- {\displaystyle {\frac {{\rm {d}}z}{{\rm {d}}t}}=v={\frac {gt}{\sqrt {1+\left({\dfrac {gt}{c}}\right)^{2}}}}}

qui satisfont l'équation précédente dont la solution était unique : c'est donc la bonne (c'est un bon exercice de le vérifier, si on  connaît l'opération de dérivation).
Que constater ? Si gt/c << 1, v = gt et z = 1/2gt² : Galilée avait raison.
Mais si t devient grand devant c/g, la vitesse v sature à la vitesse-limite c et 
{\displaystyle z=ct-{\frac {c^{2}}{g}}+O\left({\frac {c^{2}}{gt}}\right)} : Einstein a raison : la particule ne peut pas être plus loin que ct.
Si on pose la "rapidité" r telle que v = c th(r), alors, c'est la rapidité qui croît linéairement r = gT avec le temps "propre" T, ce qui est conforme au principe de relativité galiléenne. (Il suffit de raisonner à chaque instant t dans le référentiel galiléen tangent : cette solution en effet très élégante est d'Einstein lui-même.)
On constate que t = c/g sh(gT/c) et donc au bout de T = 3c/g, t ~ c/2g exp(gT/c), c’est-à-dire que l'horloge de la particule ralentit énormément T ~ c/g ln(2gt/c).
Enfin on peut vérifier que {\displaystyle z={\frac {c^{2}}{g\left[{\rm {ch}}\left({\dfrac {gT}{c}}\right)-1\right]}}}

## Mouvement de Torricelli
C'est historiquement le premier cas de mouvement périodique, pouvant théoriquement constituer une horloge. Mais Torricelli n'en considérait pas la réalisation pratique : seul le phénomène mathématique l'intéressait.
Il s'agit du cas : {\displaystyle v^{2}(s)=v_{0}^{2}-2a|s|}.
Prendre le cas où au temps initial, le mobile M se trouve en s = 0, avec la vitesse + v0 : il se dirigera vers la droite jusqu'à ce que {\displaystyle s=s_{1}={\frac {v_{0}^{2}}{2a}}}. Ce parcours aura pris le temps t1 — précisément celui calculé dans l'exemple du paragraphe "Exemple de Torricelli" : {\displaystyle t_{1}={\frac {v_{0}}{a}}={\sqrt {\frac {2s_{1}}{a}}}}.
Mais le mobile ne s'arrête pas là, comme l'a bien analysé Galilée. L'accélération restant négative, le mobile repart dans l'autre sens, avec la même vitesse aux mêmes points : donc c'est juste le même mouvement mais en sens inverse, et le mobile se retrouve à l'origine au temps 2t1, avec la vitesse - v0. Il refait alors vers la gauche exactement ce qui s'est passé à droite. Au total, le mouvement est périodique de période T = 4t1, et se compose de deux mouvements uniformément accélérés.
Expérimentalement, Galilée opérait sur deux plans inclinés formant un V ; pour des raisons pratiques, le coin est alésé, et il vaut mieux prendre un boulet lourd qui roule sans glisser, avec une faible résistance au roulement. On peut "tricher", pour compenser le léger amortissement, en inclinant en cadence le chemin de roulement en V, de manière que s1 reste le même.
Si une bille rebondissait de manière élastique sur une raquette parfaite, on aurait exactement le même type d'horloge, à condition de contrôler le mouvement de la raquette (cf. problème de Fermi-Ulam : chaos contrôlé).
Ceci est un exemple très simple de mouvement dans un puits de potentiel.

## Mouvement de Kepler selon Leibniz
C'est un cas de mouvement dans un puits de potentiel.
Dès 1689, Leibniz a su comprendre le mouvement radial d'un satellite en écrivant son équation de l'énergie cinétique (à l'époque, on disait « équation des forces vives ») :
{\displaystyle m{\ddot {r}}=-mg\cdot {\frac {R^{2}}{r^{2}}}+{\frac {L_{0}^{2}}{mr^{3}}}}
Il s'agit donc du mouvement dans un puits de potentiel U(r), si E0 est négative.
Les limites de ce puits s'appellent SP = r minimum = distance périgée et SA = r maximum = distance apogée, racines de l'équation U(r) = E0.
Soit 
{\displaystyle {\frac {L_{0}^{2}}{2m}}{\frac {1}{r^{2}}}-mgR^{2}{\frac {1}{r}}-E_{0}=0}
équation du second degré en {\displaystyle {\frac {1}{r}}}. Leibniz remarqua immédiatement que la demi-somme {\displaystyle {\frac {1}{2}}\left({\frac {1}{S_{A}}}+{\frac {1}{S_{P}}}\right)}, appelée « moyenne harmonique » et égale à {\displaystyle {\frac {1}{p}}} est indépendante de E0 (règle 1 de Leibniz), 
et que la somme {\displaystyle S_{A}+S_{P}=2a} était indépendante de L0 (règle 2 de Leibniz) : cf. mouvement képlérien.
L'équation réécrite avec a et p devient :
{\displaystyle {\frac {U(r)}{m}}-{\frac {E_{0}}{m}}={\frac {L_{0}^{2}}{2m^{2}}}\left({\frac {1}{r^{2}}}-{\frac {2}{pr}}+{\frac {1}{pa}}\right)=-{\frac {1}{2}}\left({\frac {dr}{dt}}\right)^{2}}.
L'« astuce » usuelle dans ce genre de problème est de considérer la variable {\displaystyle \phi } telle que {\displaystyle r=a-c\cos \phi } , {\displaystyle \phi } variant de 0 à π en passant du périgée à l'apogée. Alors l'intégration est beaucoup plus facile, et donne l'équation du temps de Kepler (voir Mouvement képlérien) :
{\displaystyle \omega t=\phi -e\cdot \sin \phi }
En exprimant la fonction réciproque, on obtient {\displaystyle \phi (t)} et donc r(t) (voir Mouvement képlérien). Ici {\displaystyle \omega }  représente la pulsation du mouvement périodique dans le puits. On retrouve la troisième loi de Kepler :
{\displaystyle \omega ^{2}\cdot a^{3}=gR^{2}} , indépendante de l'excentricité de la trajectoire elliptique décrite.
L'équation donnant l'angle polaire se trouve via l'intégration de la deuxième loi de Kepler :
{\displaystyle C={\frac {\pi ab}{T}}=r^{2}{\dot {\theta }}}